# 諾斯波特 (紐約州)
諾斯波特（英語：Northport）是位於美國紐約州薩福克縣的村。

## 人口
根據2020年美國人口普查的數據，諾斯波特的面積為6.55平方千米，當中陸地面積為5.96平方千米，而水域面積為0.59平方千米。當地共有人口7347人，而人口密度為每平方千米1,122人。